# باول ليونز
باول ليونز (بالإنجليزية: Paul Lyons)‏ هو لاعب كرة قدم بريطاني، ولد في 24 يونيو 1977 في لي في المملكة المتحدة. لعب مع نادي روتشديل.